# NHL Slapshot
| Mottagande            | Mottagande      |
| Recensionsbetyg       | Recensionsbetyg |
| Publikation           | Betyg           |
| --------------------- | --------------- |
| 1UP.com               | B               |
| Game Informer         | 7/10            |
| Gametrailers          | 6,9             |
| Gamezone              | 6,5             |
| IGN                   | 8/10            |
| Nintendo World Report | 8/10            |
| X-Play                | 3/5             |
| Gamereactor           | 7/10            |
| FZ                    | 4/5             |

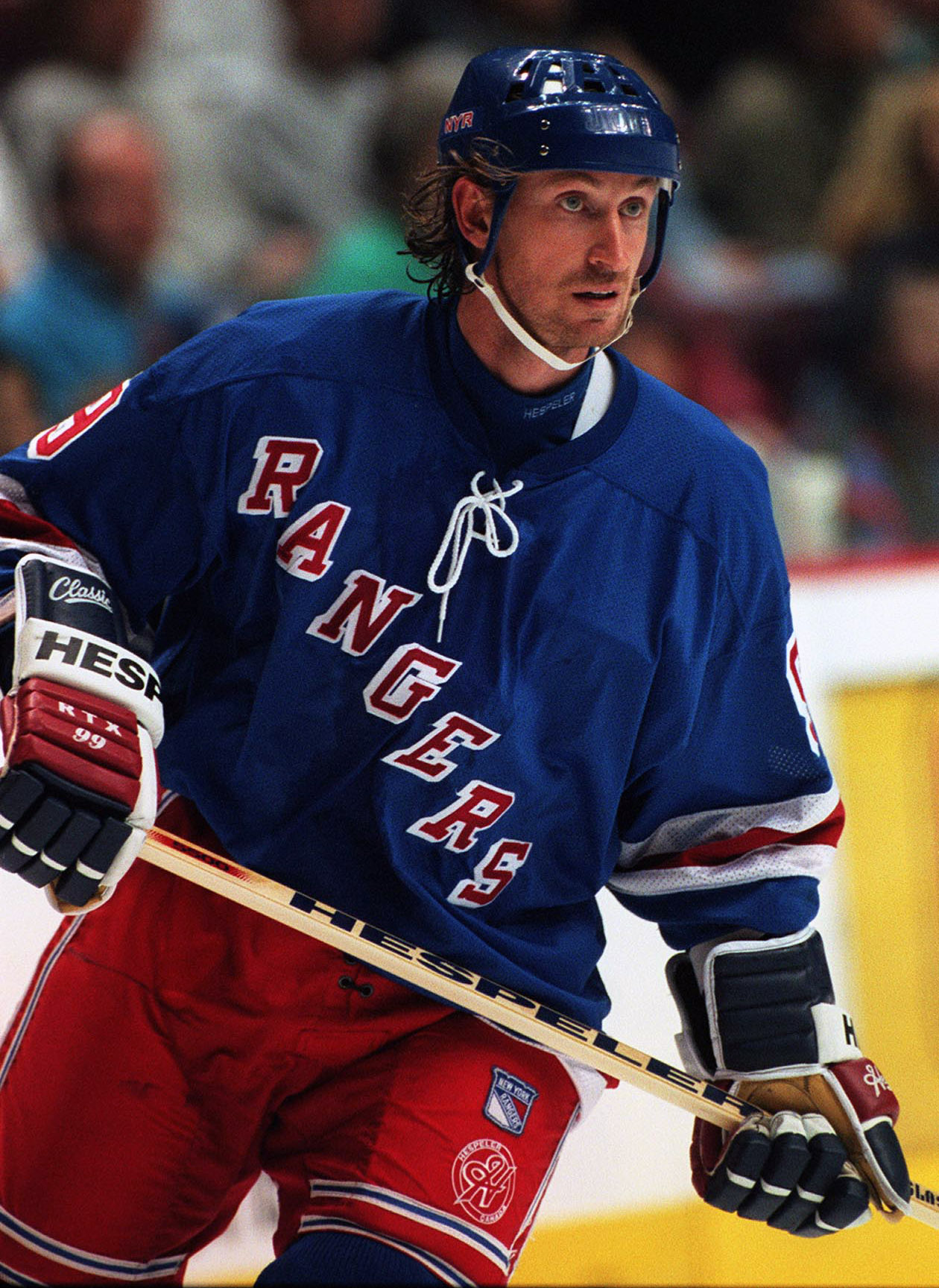
Wayne Gretzky är med på spelets omslag.

NHL Slapshot är ett ishockeyspel till Nintendo Wii och är EA Sports första ishockeyspel till konsolen. Den släpptes den 7 september 2010 i USA och 16 september 2010 i Sverige. Det är första spelet i serien sedan NHL 2004 som fick åldersgränsen E (6 år) som inte innehåller slagsmål.

## Omslag
Wayne Gretzky är med på spelets omslag och framträder både som spelare och tränare för nybörjare.

## Funktioner
Spelare kan skapa egna 12-åriga ishockeyspelare eller spela en yngre version av verkliga NHL-spelare som till exempel Wayne Gretzky, Sidney Crosby eller Roberto Luongo. En funktion som heter Peewees to Pros gör att spelare kan utvecklas under dvärghöns hockey, junior hockey (i Canadian Hockey League), American Hockey League och National Hockey League. Spelet medföljer de flesta funktionerna från NHL 11 som till exempel Battle for the Cup och Season modes. Det finns även en del minispel som medföljer: Free 4 All, Classic Shootout, Shooter vs. Goalie och 2v2 mini rink.

## Musik
- Danko Jones - "Full of Regret"
- 2 Unlimited - "Twilight Zone"
- Black Box - "Strike It Up"
- Black Rebel Motorcycle Club - "Mama Taught Me Better"
- Bouncing Souls - "¡Olé!"
- Darude - "Sandstorm"
- Dropkick Murphys - "Shipping Up to Boston (Live)"
- Europe - "The Final Countdown"
- Foxy Shazam - "Unstoppable"
- Ramones - "Blitzkrieg Bop"
- The Black Keys - "Howlin’ for You"

## Hockeyklubba

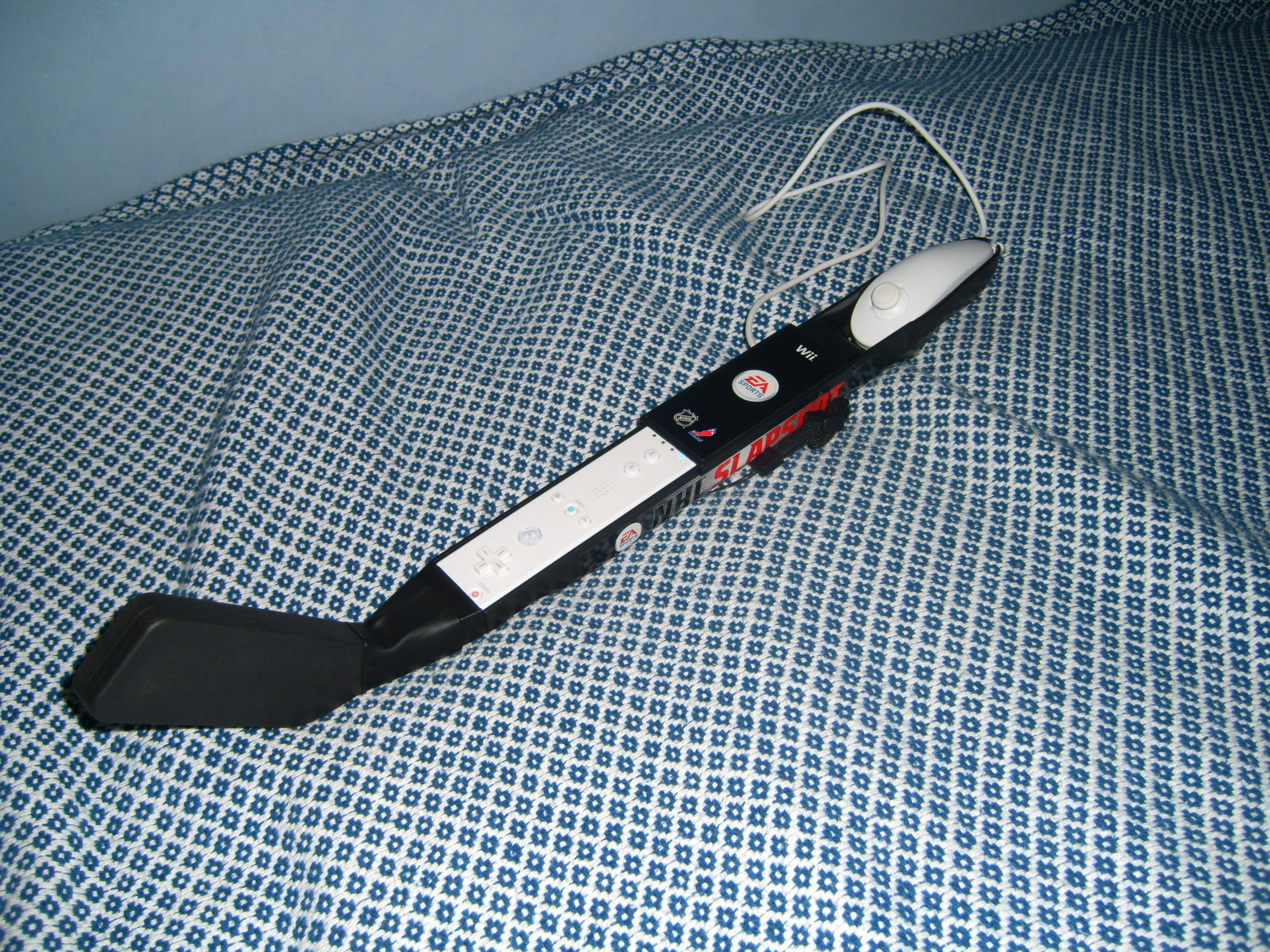
Hockeyklubban

En miniatyr av en hockeyklubba medföljer med spelet (men inte behöver) som man kan sätta in Wii Remote och Nunchuk så att man kan spela som en riktig hockeyklubba.

### Fotnoter
1. ↑  NHL Slapshot Review for Wii
2. ↑  ”Arkiverade kopian”. Arkiverad från originalet den 10 september 2010. https://web.archive.org/web/20100910014740/http://gameinformer.com/games/nhl_slapshot/b/wii/archive/2010/09/07/nhl-slapshot-review-swimming-in-its-skates.aspx. Läst 18 september 2010.
3. ↑  http://www.gametrailers.com/gamereview.php?id=13487
4. ↑  ”Arkiverade kopian”. Arkiverad från originalet den 3 oktober 2010. https://web.archive.org/web/20101003104511/http://wii.gamezone.com/reviews/item/nhl_slapshot_review/. Läst 22 oktober 2010.
5. ↑  ”Arkiverade kopian”. Arkiverad från originalet den 2 september 2010. https://web.archive.org/web/20100902160516/http://wii.ign.com/articles/111/1112136p1.html#. Läst 17 september 2010.
6. ↑  http://www.nintendoworldreport.com/review/24248
7. ↑  ”Arkiverade kopian”. Arkiverad från originalet den 11 mars 2013. https://web.archive.org/web/20130311100221/http://www.g4tv.com/games/wii/63946/nhl-slapshot/review/. Läst 7 november 2010.
8. ↑  http://www.gamereactor.se/recensioner/24435/NHL+Slapshot/?sid=71c64f2e3290beb159b269dc9d9f9260
9. ↑  http://www.fz.se/artiklar/spel/20100920/nhl-slapshot
10. ↑  ”NHL Slapshot” (på engelska). IGN. 14 mars 2010. http://www.ign.com/games/nhl-slapshot-game-hockey-stick/wii-76147. Läst 18 juni 2016.